# Babes in Arms
Babes in Arms é um filme norte-americano de 1939, do gênero musical, dirigido por Busby Berkeley, produzido por Arthur Freed, escrito por Jack McGowan, Kay Van Riper e Whitmore Annalee.
O roteiro original da Broadway foi reformulado para acomodar os padrões de Hollywood. O filme mostra a luta de dois jovens e talentosos artistas, para conseguir seu espaço no show business.

## Sinopse
Um grupo de artistas de Vaudeville sai em turnê, e os jovens, que ficam, tentam produzir uma peça. Patsy (Judy Garland) seria a estrela do espetáculo, mas uma ex-estrela infantil (June Preisser) injeta dinheiro na peça e acaba ficando com todas as partes de Patsy.

## Elenco
| Ator/Atriz        | Personagem     |
| ----------------- | -------------- |
| Mickey Rooney     | Mickey Moran   |
| Judy Garland      | Patsy Barton   |
| Charles Winninger | Joe Moran      |
| Guy Kibbee        | Juiz Black     |
| June Preisser     | Rosalie Essex  |
| Grace Hayes       | Florrie Moran  |
| Betty Jaynes      | Molly Moran    |
| Douglas McPhail   | Don Brice      |
| Rand Brooks       | Jeff Steele    |
| Leni Lynn         | Dody Martini   |
| John Sheffield    | Bobs           |
| Henry Hull        | Senhor Maddox  |
| Barnett Parker    | William        |
| Ann Shoemaker     | Senhora Barton |
| Margaret Hamilton | Martha Steele  |
| Joseph Crehan     | Senhor Essex   |
| George McKay      | Brice          |
| Henry Roquemore   | Shaw           |
| Lelah Tyler       | Senhora Brice  |

Notas:

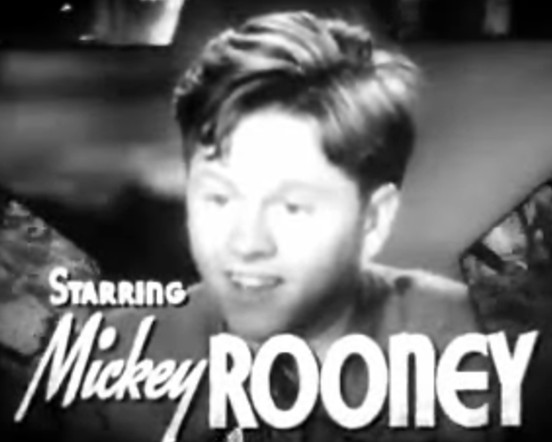
Mickey Rooney em cena do trailer do filme

- Cliff Edwards aparece num trecho de The Hollywood Revue of 1929 com a canção Singin' in the Rain.
- O artista de vaudeville Charles King aparece em um trecho de The Broadway Melody.

## Trilha sonora
A maioria das canções de Rodgers e Hart do espetáculo teatral foi cortada, exceto "The Lady Is a Tramp" – usada como música de fundo da cena do jantar, e "Where or When". Freed e Nacio Herb Brown escreveram uma nova canção para o filme "Good Morning", mais tarde tornada famosa em  Singin' in the Rain. "God's Country", de Hooray for What! de Harold Arlen e E. Y. Harburg – compositor e letrista de The Wizard of Oz – foi usada para o final. Garland e Rooney mais tarde cantam "I Wish I Were in Love Again" da versão biográfica da Broadway do espetáculo de 1948 de Rodgers e Hart Words and Music. Garland também canta "Johnny One Note" no mesmo filme. Tanto o filme como o musical apresentam a canção "I'm Just Wild About Harry" que foi escrita em 1921 para o show da Broadway Shuffle Along, com letra de Noble Sissle e música de Eubie Blake.
Os números musicais foram gravados em som estereofônico mas exibidos no cinema com o convencional som  monaural. Lançamentos recentes para vídeo incluem algumas das gravações originais em estéreo.

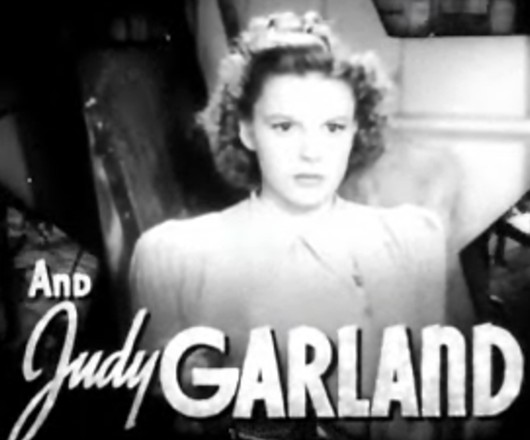
Judy Garland em cena no trailer do filme

- Good Morning (Judy Garland e Mickey Rooney)
- Opera vs. Jazz (Judy Garland e Betty Jaynes)
- Figaro (Judy Garland)
- Broadway Rhythm (Judy Garland e Betty Jaynes)
- Babes in Arms (Judy Garland, Mickey Rooney, Doug McPhail e Betty Jaynes)
- Where or When (Doug McPhail, Betty Jaynes, Judy Garland)
- I Cried for You (Judy Garland)
- Minstrel Show (Judy Garland)
- De Camptown Races / Old Folks at Home / Oh! Susannah (Judy Garland e Mickey Rooney)
- I'm Just Wild About Harry (Judy Garland e Mickey Rooney)
- God's Country (Judy Garland, Mickey Rooney, Doug McPhail e Betty Jaynes)
- My Day (Doug McPhail, Betty Jaynes, Mickey Rooney e Judy)

## Produção
Babes in Arms é o primeiro filme dirigido pelo coreógrafo Busby Berkeley para a MGM.